# 環境科学 (企業)
環境科学株式会社（かんきょうかがく）は、自然環境調査の業務を中心に環境の保全・創造を提案する環境調査会社。人と自然の共生できる環境をつくりあげることを究極の目的として1981年設立（創業1969年）。
本社を大阪府豊中市中桜塚1-7-3に置いている。
現在は諸般の事情により、環境科学株式会社自体は清算整理中となっており、業務は会社分割により成立した｢環境科学大阪株式会社｣および｢環境科学NT株式会社｣（名古屋市）に承継している。

## 経営理念
- 人と自然が共生できる環境の創造
- 信頼できる正確な情報の提供
- 関連分野の高度な知識サービスの追求

## 業務基本方針
- 生物や自然景観を中心とした自然環境とそれに基づく影響評価（環境アセスメント）
- 望ましい保全計画の立案、傷ついたり、失われたりした自然の修復や復元についての計画・設計、ビオトープの創造、環境問題に対する提言
- 生物学・生態学に対する正しい理解と知識の集積・強化

## 業務内容
- 自然環境調査・環境アセスメント
- 生物の分類・同定
- 自然環境計画・環境学習や啓発、市民による調査などの企画

## 加入団体
- 一般社団法人日本環境アセスメント協会
- 一般社団法人自然環境共生技術協会
- 公益社団法人日本造園学会、他

## 出版物
- 『環境科学NEWS』
- 森正人 ・ 北山昭　『図説　日本のゲンゴロウ　Dytiscoidea of Japan 』 文一総合出版　1993年
- 塚本珪一・稲垣政志・河原正和・森正人『ふんコロ昆虫記－食糞性コガネムシを探そう』 トンボ出版　2009年